# Psolodesmus mandarinus
Psolodesmus mandarinus – gatunek ważki z rodziny świteziankowatych (Calopterygidae). Endemit Tajwanu.
Gatunek ten opisał Robert McLachlan w 1870 roku na łamach czasopisma „Transactions of the Entomological Society of London”. Holotypem został okaz ze zbiorów Muzeum Brytyjskiego. Jako miejsce typowe autor wskazał „Amoy” (obecnie Xiamen) w Chinach. Uważa się, że to lokalizacja błędna, gdyż gatunek nigdy później nie został stwierdzony w kontynentalnych Chinach; prawdopodobnie holotyp został odłowiony na Tajwanie, a przywieziono go do Europy z Amoy.
Holotyp mierzył 57 mm, a rozpiętość jego skrzydeł wynosiła 94 mm.
Wyróżnia się dwa podgatunki P. mandarinus, które zamieszkują:
- P. m. mandarinus – północny Tajwan
- P. m. dorothea – środkowy i południowy Tajwan

Za podgatunek P. mandarinus był także uznawany Psolodesmus kuroiwae z japońskich wysp Yaeyama, w 2014 roku podniesiony do rangi gatunku w oparciu o badania genetyczne i różnice w budowie pterostygmy.